# Lubiny (powiat kolski)
Lubiny – wieś w Polsce położona w województwie wielkopolskim, w powiecie kolskim, w gminie Koło.
W latach 1975–1998 miejscowość należała administracyjnie do województwa konińskiego.

## Części wsi
| SIMC    | Nazwa      | Rodzaj    |
| ------- | ---------- | --------- |
| 0287579 | Babia Góra | część wsi |
| 0287585 | Dzierzny   | część wsi |
| 0287591 | Siękno     | część wsi |

## Informacje ogólne
Miejscowość leży 5 km na zachód od Koła, na północ od drogi lokalnej do Konina i Lichenia. Przez południową część wsi przepływa rzeka Warta. W skład sołectwa wchodzi także osada Babia Góra i Siękno.

## Demografia
Poniższa demografia posiada dane z 2011
| Opis                                | Ogółem | Ogółem | Kobiety | Kobiety | Mężczyźni | Mężczyźni |
| ----------------------------------- | ------ | ------ | ------- | ------- | --------- | --------- |
| Jednostka                           | osób   | %      | osób    | %       | osób      | %         |
| Populacja                           | 85     | 100    | 39      | 45,88   | 46        | 54,12     |
| Wiek przedprodukcyjny (0–17 lat)    | 21     | 24,71  | 8       | 9,41    | 13        | 15,29     |
| Wiek produkcyjny (18–65 lat)        | 53     | 62,35  | 24      | 28,24   | 29        | 34,12     |
| Wiek poprodukcyjny (powyżej 65 lat) | 11     | 12,94  | 7       | 8,24    | 4         | 4,71      |